# Denios
Die DENIOS SE ist ein auf die Herstellung und Vertrieb von Produkten zum betrieblichen Umweltschutz spezialisiertes Unternehmen. Sie hat ihren Sitz in der ostwestfälischen Stadt Bad Oeynhausen. Im Jahr 2024 erwirtschaftete das Unternehmen mit etwa 1.000 Mitarbeitenden einen Umsatz von fast 307 Millionen Euro.

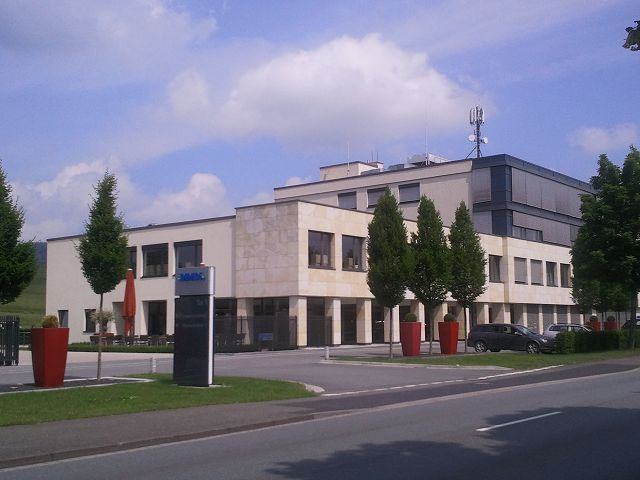
Hauptverwaltung der Denios AG im ehemaligen Keramischen Werk Dr. Ungewiss

Das 2014 eingeweihte Produktionsgebäude, Ansicht von der Südseite

## Geschichte
1986 wurde Denios von Helmut Dennig als P&D Systemtechnik im ostwestfälischen Porta Westfalica gegründet. Schon 1987 verlegte das Unternehmen seinen Sitz an den heutigen Standort in Bad Oeynhausen, ein Jahr später wurde die erste Vertriebsniederlassung in Stuttgart eröffnet. In den Jahren 1990 bis 2008 wurden Tochterunternehmen und Niederlassungen in 14 Ländern, unter anderem in den USA, Frankreich, Schweden und Polen gegründet. 1999 firmierte die P&D Systemtechnik in die Denios AG um. 
Derzeit ist Denios an 6 Produktionsstandorten und mit Vertriebsniederlassungen in 23 Ländern vertreten.
2007 wurde ein moderner Verwaltungskomplex bezogen und die Produktionshallen erweitert. Bereits sechs Mal wurde die Denios SE in die Reihe der 100 innovativsten Mittelständler aufgenommen und erhielt das von der Wirtschaftsuniversität Wien verliehene Gütesiegel "TOP 100".
Denios ist eines von 25 Kernunternehmen im BMBF-Spitzencluster „Intelligente technische Systeme“ (it’s OWL).

## Produkte
Organisatorisch wird das Geschäft in zwei Business Units betrieben. Die Business Unit Catalogue Products vertreibt Standardprodukte per Katalog, Online-Shop und über Wiederverkäufer. Neben Auffangwannen oder Gefahrstofflagersystemen werden hier Produkte für Arbeitsschutz und Industriebedarf angeboten. Die Business Unit Engineered Solutions umfasst eigenproduzierte Technische Raumsysteme sowie Individuallösungen (Projektgeschäft) zur Gefahrstofflagerung mit verschiedener technischer Ausstattung wie Luft- oder Thermotechnik.  
Das Unternehmen bietet mit der DENIOS Academy Seminare, zertifizierte Weiterbildungen und Tagungen in den Themenbereichen Arbeitssicherheit und Umweltschutz für das Fachpublikum an.